# Liste der Nummer-eins-Hits in den USA (1957)
Dies ist eine Liste der Nummer-eins-Hits in den von Billboard ermittelten Best-Sellers-in-Stores-Charts (Verkaufscharts) in den USA im Jahr 1957. Die Angaben beziehen sich auf die Kombination aus Verkaufszahlen sowie Radio- und Musikboxnotierungen zu einer Top 100, die einen Vorläufer zur heute gebräuchlichen Billboard Hot 100 darstellt. In diesem Jahr gab es zwölf Nummer-eins-Singles und sieben Nummer-eins-Alben.

## Singles
| ← 1956 ← | Liste der Nummer-eins-Hits in den USA | Liste der Nummer-eins-Hits in den USA                     | Liste der Nummer-eins-Hits in den USA                             | 1958 →                    |
| \| Zeitraum \| Wo. ges. \| Interpret \| Titel Autor(en) \| Zusätzliche Informationen \| \| (Zeitraum, Wochen auf Platz eins, Interpret, Titel, Autor[en], zusätzliche Informationen) \| \| \| \| \| \| ----------------------------------------------------------------------------------------- \| -------- \| --------------------------------------------------------- \| -------------------------------------------------------------------- \| ------------------------- \| \| 8. Dezember 1956 – 8. Februar 1957 9 Wochen (insgesamt 9) \| 9 \| Guy Mitchell with Ray Conniff & His Orchestra \| Singing the Blues[1] Melvin Endsley \| - \| \| 9. Februar 1957 – 15. Februar 1957 1 Woche (insgesamt 1) \| 1 \| Pat Boone with Billy Vaughn & His Orchestra \| Don’t Forbid Me[2] Charles Singleton \| - \| \| 16. Februar 1957 – 29. März 1957 6 Wochen (insgesamt 6) \| 6 \| Tab Hunter with Billy Vaughn & His Orchestra & Chorus \| Young Love[3] Carole Joyner, Ric Cartey \| - \| \| 30. März 1957 – 19. April 1957 3 Wochen (insgesamt 3) \| 3 \| Andy Williams with Archie Bleyer & His Orchestra & Chorus \| Butterfly[4] Bernie Lowe, Kal Mann, Anthony September \| - \| \| 20. April 1957 – 9. Juni 1957 8 Wochen (insgesamt 8) \| 8 \| Elvis Presley with The Jordanaires \| All Shook Up[5] Elvis Presley, Otis Blackwell \| - \| \| 10. Juni 1957 – 14. Juli 1957 5 Wochen (insgesamt 5) \| 5 \| Pat Boone with Billy Vaughn & His Orchestra \| Love Letters in the Sand[6] J. Fred Coots, Nick Kenny, Charles Kenny \| - \| \| 15. Juli 1957 – 1. September 1957 7 Wochen (insgesamt 7) \| 7 \| Elvis Presley with The Jordanaires \| (Let Me be Your) Teddy Bear[7] Bernie Lowe, Kal Mann \| - \| \| 2. September 1957 – 6. Oktober 1957 5 Wochen (insgesamt 5) \| 5 \| Debbie Reynolds with Joseph Gershenson & His Orchestra \| Tammy[8] Jay Livingston, Ray Evans \| - \| \| 7. Oktober 1957 – 20. Oktober 1957 2 Wochen (insgesamt 2) \| 2 \| Jimmie Rodgers with Hugo Peretti & His Orchestra \| Honeycomb[9] Bob Merrill \| - \| \| 21. Oktober 1957 – 3. November 1957 2 Wochen (insgesamt 2) \| 2 \| The Everly Brothers \| Wake Up Little Susie[10] Felice und Boudleaux Bryant \| - \| \| 4. November 1957 – 15. Dezember 1957 6 Wochen (insgesamt 6) \| 6 \| Elvis Presley \| Jailhouse Rock[11] Leiber/Stoller \| - \| \| 16. Dezember 1957 – 29. Dezember 1957 2 Wochen (insgesamt 2) \| 2 \| Sam Cooke with Bumps Blackwell & His Orchestra \| You Send Me[12] L. C. Cook \| - \| |                                       |                                                           |                                                                   |                           |
| ← 1956 |                                       |                                                           |                                                                   | → 1958 →                  |
| Zeitraum | Wo. ges.                              | Interpret                                                 | Titel Autor(en)                                                   | Zusätzliche Informationen |
| (Zeitraum, Wochen auf Platz eins, Interpret, Titel, Autor[en], zusätzliche Informationen) |                                       |                                                           |                                                                   |                           |
| 8. Dezember 1956 – 8. Februar 1957 9 Wochen (insgesamt 9) | 9                                     | Guy Mitchell with Ray Conniff & His Orchestra             | Singing the Blues Melvin Endsley                                  | -                         |
| 9. Februar 1957 – 15. Februar 1957 1 Woche (insgesamt 1) | 1                                     | Pat Boone with Billy Vaughn & His Orchestra               | Don’t Forbid Me Charles Singleton                                 | -                         |
| 16. Februar 1957 – 29. März 1957 6 Wochen (insgesamt 6) | 6                                     | Tab Hunter with Billy Vaughn & His Orchestra & Chorus     | Young Love Carole Joyner, Ric Cartey                              | -                         |
| 30. März 1957 – 19. April 1957 3 Wochen (insgesamt 3) | 3                                     | Andy Williams with Archie Bleyer & His Orchestra & Chorus | Butterfly Bernie Lowe, Kal Mann, Anthony September                | -                         |
| 20. April 1957 – 9. Juni 1957 8 Wochen (insgesamt 8) | 8                                     | Elvis Presley with The Jordanaires                        | All Shook Up Elvis Presley, Otis Blackwell                        | -                         |
| 10. Juni 1957 – 14. Juli 1957 5 Wochen (insgesamt 5) | 5                                     | Pat Boone with Billy Vaughn & His Orchestra               | Love Letters in the Sand J. Fred Coots, Nick Kenny, Charles Kenny | -                         |
| 15. Juli 1957 – 1. September 1957 7 Wochen (insgesamt 7) | 7                                     | Elvis Presley with The Jordanaires                        | (Let Me be Your) Teddy Bear Bernie Lowe, Kal Mann                 | -                         |
| 2. September 1957 – 6. Oktober 1957 5 Wochen (insgesamt 5) | 5                                     | Debbie Reynolds with Joseph Gershenson & His Orchestra    | Tammy Jay Livingston, Ray Evans                                   | -                         |
| 7. Oktober 1957 – 20. Oktober 1957 2 Wochen (insgesamt 2) | 2                                     | Jimmie Rodgers with Hugo Peretti & His Orchestra          | Honeycomb Bob Merrill                                             | -                         |
| 21. Oktober 1957 – 3. November 1957 2 Wochen (insgesamt 2) | 2                                     | The Everly Brothers                                       | Wake Up Little Susie Felice und Boudleaux Bryant                  | -                         |
| 4. November 1957 – 15. Dezember 1957 6 Wochen (insgesamt 6) | 6                                     | Elvis Presley                                             | Jailhouse Rock Leiber/Stoller                                     | -                         |
| 16. Dezember 1957 – 29. Dezember 1957 2 Wochen (insgesamt 2) | 2                                     | Sam Cooke with Bumps Blackwell & His Orchestra            | You Send Me L. C. Cook                                            | -                         |

## Alben
| ← 1956 ← | Liste der Nummer-eins-Alben in den USA | Liste der Nummer-eins-Alben in den USA | Liste der Nummer-eins-Alben in den USA     | 1958 →                    |
| \| Zeitraum \| Wo. ges. \| Interpret \| Titel \| Zusätzliche Informationen \| \| (Zeitraum, Wochen auf Platz eins, Interpret, Titel, zusätzliche Informationen) \| \| \| \| \| \| ------------------------------------------------------------------------------ \| -------- \| ---------------------------------- \| ---------------------------------------------- \| ------------------------- \| \| 29. Dezember 1956 – 11. Januar 1957 2 Wochen (insgesamt 5) \| 5 \| Elvis Presley \| Elvis[13] \| - \| \| 12. Januar 1957 – 31. Mai 1957 20 Wochen (insgesamt 31) \| 31 \| Harry Belafonte \| Calypso[14] \| - \| \| 1. Juni 1957 – 26. Juli 1957 8 Wochen (insgesamt 8) \| 8 \| Nat King Cole \| Love is the Thing[15] \| - \| \| 27. Juli 1957 – 2. August 1957 1 Woche (insgesamt 10) \| 10 \| Original Motion Picture Soundtrack \| Michael Todd’s Around the World in 80 Days[16] \| - \| \| 3. August 1957 – 11. Oktober 1957 10 Wochen (insgesamt 10) \| 10 \| Elvis Presley \| Loving You[17] \| - \| \| 12. Oktober 1957 – 22. November 1957 6 Wochen (insgesamt 10) \| 10 \| Original Motion Picture Soundtrack \| Michael Todd’s Around the World in 80 Days \| - \| \| 23. November 1957 – 29. November 1957 1 Woche (insgesamt 9) \| 9 \| Rex Harrison & Julie Andrews \| My Fair Lady[18] \| - \| \| 30. November 1957 – 20. Dezember 1957 3 Wochen (insgesamt 10) \| 10 \| Original Motion Picture Soundtrack \| Michael Todd’s Around the World in 80 Days \| - \| \| 21. Dezember 1957 – 27. Dezember 1957 1 Woche (insgesamt 1) \| 1 \| Elvis Presley \| Elvis’ Christmas Album[19] \| - \| |                                        |                                        |                                            |                           |
| ← 1956 |                                        |                                        |                                            | → 1958 →                  |
| Zeitraum | Wo. ges.                               | Interpret                              | Titel                                      | Zusätzliche Informationen |
| (Zeitraum, Wochen auf Platz eins, Interpret, Titel, zusätzliche Informationen) |                                        |                                        |                                            |                           |
| 29. Dezember 1956 – 11. Januar 1957 2 Wochen (insgesamt 5) | 5                                      | Elvis Presley                          | Elvis                                      | -                         |
| 12. Januar 1957 – 31. Mai 1957 20 Wochen (insgesamt 31) | 31                                     | Harry Belafonte                        | Calypso                                    | -                         |
| 1. Juni 1957 – 26. Juli 1957 8 Wochen (insgesamt 8) | 8                                      | Nat King Cole                          | Love is the Thing                          | -                         |
| 27. Juli 1957 – 2. August 1957 1 Woche (insgesamt 10) | 10                                     | Original Motion Picture Soundtrack     | Michael Todd’s Around the World in 80 Days | -                         |
| 3. August 1957 – 11. Oktober 1957 10 Wochen (insgesamt 10) | 10                                     | Elvis Presley                          | Loving You                                 | -                         |
| 12. Oktober 1957 – 22. November 1957 6 Wochen (insgesamt 10) | 10                                     | Original Motion Picture Soundtrack     | Michael Todd’s Around the World in 80 Days | -                         |
| 23. November 1957 – 29. November 1957 1 Woche (insgesamt 9) | 9                                      | Rex Harrison & Julie Andrews           | My Fair Lady                               | -                         |
| 30. November 1957 – 20. Dezember 1957 3 Wochen (insgesamt 10) | 10                                     | Original Motion Picture Soundtrack     | Michael Todd’s Around the World in 80 Days | -                         |
| 21. Dezember 1957 – 27. Dezember 1957 1 Woche (insgesamt 1) | 1                                      | Elvis Presley                          | Elvis’ Christmas Album                     | -                         |